# Tipula (Vestiplex) pallidicosta
Tipula (Vestiplex) pallidicosta is een tweevleugelige uit de familie langpootmuggen (Tipulidae). De soort komt voor in het Palearctisch gebied.